# Hans Rudolf Henche
Hans Rudolf Henche (* 29. Juni 1940 in Neu-Isenburg, Hessen; † 20. Januar 2024 in Lörrach, Baden-Württemberg) war ein  deutscher orthopädischer Chirurg. Seine Spezialgebiete waren die Arthroskopie der Gelenke, insbesondere des Kniegelenks, zu deren Pionieren in Deutschland er gehörte, sowie Knieprothesen, der endoskopische Kreuzbandersatz und die Meniskuschirurgie.

## Leben
Thema von Henches Dissertation im Jahr 1968 an der Medizinischen Fakultät der Goethe-Universität Frankfurt am Main waren Störungen des Wasser- und Elektrolythaushaltes bei Delirium tremens.
Ab 1970 arbeitete Henche an der Orthopädischen Klinik, Department für Chirurgie der Universität Basel, wo er mit ersten arthroskopischen Eingriffen begann. Hans Rudolf Henche erhielt seine orthopädisch-traumatologische Ausbildung an der Universität Basel bei den Professoren Chapchal, Morscher, Allgöwer, W. Müller und anderen in den Jahren 1970 bis 1977. 1970 wurde die erste Kniegelenkarthroskopie in der Orthopädischen Klinik Basel ausgeführt und in den folgenden Jahren das diagnostische und therapeutische System weiterentwickelt. 1973 entstand ein preisgekrönter Film über die Kniegelenkarthroskopie, 1974 die erste Veröffentlichung über Technik und Ergebnisse der Arthroskopie. 1977 gründete Henche die Abteilung (später Klinik) für Orthopädie des Kreiskrankenhauses Rheinfelden (Baden). Unter Henches Leitung entwickelte sich die Klinik zu einem überregional bekannten Zentrum für arthroskopische Chirurgie und Gelenkersatz. 2002 wurden die Abteilungen Orthopädie und Unfallchirurgie zu einer Klinik für Orthopädische Chirurgie zusammengeführt. Bis Mitte 2005 war Henche Chefarzt dieser Klinik, die heute Teil der Kliniken des Landkreises Lörrach ist. Henche absolvierte zahlreiche Aufenthalte im Entwicklungsdienst in Osteuropa, Afrika und Asien. Das 1978 erstmals erschienene Buch Die Arthroskopie des Kniegelenks war die erste deutschsprachige Monographie zu diesem Thema und fand im deutschsprachigen Raum weite Verbreitung. 1981 wurde der erste deutschsprachige Arthroskopiekurs von H. R. Henche  in Arosa, Schweiz, organisiert. Anlässlich des zweiten Kurses erfolgte die Gründung der Deutschsprachigen Arbeitsgemeinschaft für Arthroskopie (AGA), deren Präsident Henche in den Jahren 1988 und 1989 war.
Henche habilitierte sich 1985 an der Universität Basel über Flächenpressung im femoropatellaren Gleitlager. 1988 erfolgte die Gründung der Zeitschrift Arthroskopie im Springer Verlag Heidelberg. Henche hielt zahlreiche internationale und nationale Vorträge und publizierte über orthopädisch-traumatologische Themen, häufig mit dem Schwerpunkt Kniegelenk. Er wurde 1995 zum ao. Professor der Universität Basel ernannt.
Außerdem war er bis 2012 Vorsitzender der 2006 gegründeten Bürgerstiftung Rheinfelden und bis 2020 Vorsitzender des Fördervereins Kreiskrankenhaus Rheinfelden e. V.
Von 2008 bis 2012 und noch einmal von 2014 bis 2017 war Henche zudem als Vorsitzender der Altherrenschaft der Alten Straßburger Burschenschaft Germania ehrenamtlich engagiert, deren Mitglied er seit seiner Studienzeit in Tübingen 1960 war.
Henche war langjähriges Mitglied des Rotary Clubs Lörrach. Für seinen mehrmaligen, ehrenamtlichen Einsatz in der Entwicklungshilfe wurde er von Rotary International mit der Paul-Harris-Medaille ausgezeichnet.

## Veröffentlichungen
Neben zahlreichen Beiträgen in Fachzeitschriften gehört Henche zu den Verfassern bzw. Herausgebern mehrerer Monografien:
- Die Arthroskopie des Kniegelenks: Diagnostik und Operationstechniken, Springer-Verlag, Berlin/Heidelberg/New-York/Paris/Tokio. Erstauflage 1978, 2. überarbeitete und erweiterte Auflage 1988, deutsche Ausgabe: ISBN 3-540-08380-4, englische Ausgabe unter dem Titel Arthroscopy of the knee joint: ISBN 0-387-08380-4, auch ins japanische übersetzt.
- Sonographie in der Orthopädie und Sportmedizin, hrsg. von H. R. Henche und W. Hey. Buchreihe für Orthopädie und orthopädische Grenzgebiete; 14. Medizinisch-Literarische Verlagsgesellschaft, Uelzen 1987. ISBN 3-88136-120-0.
- Diagnostik und Therapie von Kapselbandläsionen am Kniegelenk, zusammen mit Werner Hackenbruch. Eular-Verlag, Basel 1981, ISBN 3-7177-0019-7.